# Dermestes
Genre
Dermestes (les dermestes) est un genre d'insectes de l'ordre des coléoptères, de la famille des Dermestidae.

## Liste d'espèces
Selon NCBI (5 juin 2021) :
- Dermestes ater
- Dermestes bicolor
- Dermestes coarctatus
- Dermestes frischii
- Dermestes frischii
- Dermestes haemorrhoidalis
- Dermestes laniarius
- Dermestes lardarius
- Dermestes maculatus
- Dermestes marmoratus
- Dermestes murinus
- Dermestes mustelinus
- Dermestes olivieri
- Dermestes peruvianus
- Dermestes sardous
- Dermestes szekessyi
- Dermestes talpinus
- Dermestes tessellatocollis
- Dermestes undulatus
- Dermestes vorax

## Liste de sous-genres
Selon ITIS (31 août 2014) :
- sous-genre Dermestes (Dermestes) Linnaeus, 1758
- sous-genre Dermestes (Dermestinus) Zhantiev, 1967